# Mădăras, Bihor
Mădăras (în maghiară Madarász, în slovacă Madaras) este satul de reședință al comunei cu același nume din județul Bihor, Crișana, România. Se află la o distanță de 3 km de Salonta.

## Atracții turistice
În Mădăras funcționează un ștrand cu apă termală. Acesta are trei bazine: unul mare (având o adâncime de 1–2 metri) unul mic (pentru copii) și unul cu o adâncime de aproximativ 50–60 cm unde apa este mai caldă decât în celelalte bazine.